# Raphirhinus phosphoreus
Raphirhinus phosphoreus är en insektsart som först beskrevs av Carl von Linné 1758.  Raphirhinus phosphoreus ingår i släktet Raphirhinus och familjen dvärgstritar. Inga underarter finns listade i Catalogue of Life.